# Hotel de lux
Hotel de lux (1992) este un  film românesc regizat de Dan Pița. A câștigat  Leul de Argint (Leone d’Argento) la Expoziția Internațională de Artă Cinematografică de la Veneția. În rolurile principale joacă actorii Irina Petrescu, Valentin Popescu și Ștefan Iordache.

## Rezumat
Un tânăr șef de cameră ambițios (Valentin Popescu) încearcă să reînnoiască atmosfera unui restaurant situat în incinta unui hotel de lux. În mod inexplicabil, inițiativele sale trezesc opoziția superiorilor săi. Dar pătrunzând în profunzimea relațiilor dintre oamenii implicați în acest complot iese la iveală o țesătură insidioasă de minciuni care împiedică dezvoltarea unei vieți normale și prosperitatea.

## Distribuție
- Valentin Popescu – Alex
- Ștefan Iordache – patronul, tatăl lui Alex
- Irina Petrescu – Maria, mama lui Alex
- Irina Movilă – Sofia, magazionera
- Alfred Demetriu
- Lamia Beligan –  Martha
- Valer Dellakeza
- Marius Stănescu – Laurențiu
- Simona Bondoc
- Ileana Popescu – Sora Lui Alex
- George Custura
- Claudiu Istodor
- Mihai Niculescu
- Liviu Crăciun

## Producție
Filmările au avut loc în Casa Poporului (acum Palatul Parlamentului), clădirea gigantică din București.